# Lisa Leslie
Lisa Deshaun Leslie (Gardena, 7 juli 1972) is een Amerikaans voormalig basketbalster, die van 1997 tot en met 2009 voor de Los Angeles Sparks uitkwam in de Women's National Basketball Association (WNBA). Ze speelde als center en werd drie keer verkozen tot de waardevolste speelster (Most Valuable Player) in de WNBA (2001, 2004 en 2006). Bovendien was ze in 2002 ook de eerste die wist te dunken tijdens een WNBA-wedstrijd. Verder won Leslie met de nationale vrouwenploeg vier keer goud op de Olympische Spelen (1996, 2000, 2004 en 2008). Ze stopte met basketbal in 2009.
Leslie studeerde aan University of Southern California. Ze studeerde hier af in 1994 en behaalde een bachelor in communicatie. Nadien haalde ze een Master of Business Administration (MBA) aan de University of Phoenix.
Leslie mocht in juli 1989 voor de nationale meisjesploeg spelen (The USA Basketball Women's Junior National Team, onder 19). Met haar 17-jarige leeftijd was Leslie de jongste speelster. Het Amerikaanse team nam deel aan het wereldkampioenschap basketbal voor junioren en behaalde uiteindelijk de 7de plaats.

## Privé
Leslie trouwde in 2006 en heeft twee kinderen. Vanwege de zwangerschap en geboorte van haar eerste kind kon ze in 2007 niet spelen in de WNBA.
00 Latasha Byears · 
4 Mwadi Mabika · 
5 Ukari Figgs · 
8 DeLisha Milton-Jones · 
9 Lisa Leslie · 
10 Nicky McCrimmon · 
17 Vedrana Grgin-Fonseca · 
20 Wendi Willits · 
21 Tamecka Dixon · 
40 Nicole Levandusky · 
51 Rhonda Mapp · 
Coach Michael Cooper
00 Latasha Byears · 
4 Mwadi Mabika · 
8 DeLisha Milton-Jones · 
9 Lisa Leslie · 
10 Nicky McCrimmon · 
13 Sophia Witherspoon · 
14 Érika de Souza · 
17 Vedrana Grgin-Fonseca · 
21 Tamecka Dixon · 
41 Marlies Askamp · 
42 Nikki Teasley · 
Coach Michael Cooper
- International Standard Name Identifier: 0000 0003 8573 4881
- Library of Congress Control Number: n96120911
- SNAC: w64c5f21
- Virtual International Authority File: 1744684
- WorldCat: E39PBJcKPdKGvQFjgjvhMXJxDq